# Hjörtur Hermannsson
Hjörtur Hermannsson, född 8 februari 1995 i Reykjavik, är en isländsk fotbollsspelare som spelar för italienska Pisa. 

## Karriär
Våren 2016 spelade Hermannsson i IFK Göteborg, på lån från PSV Eindhoven.
Den 16 juli 2021 värvades Hermannsson av italienska Serie B-klubben Pisa, där han skrev på ett fyraårskontrakt.